# طوبی اونسال
طوبی اونسال (انگلیسی: Tuba Ünsal؛ زادهٔ ۷ دسامبر ۱۹۸۱) بازیگر، مدل اهل ترکیه است. وی از سال ۱۹۹۲ میلادی تاکنون مشغول فعالیت بوده‌است.
از فیلم‌ها یا برنامه‌های تلویزیونی که وی در آن نقش داشته‌است می‌توان به ویزیون تله اشاره کرد.